# Fernando Ruiz de Villegas
Fernando Ruiz de Villegas (* um 1500 in Burgos; † nach 1536) war ein spanischer Dichter.

## Leben und Werk
Fernando Ruiz de Villegas wurde zu Anfang des 16. Jahrhunderts in Burgos geboren und entstammte einer verarmten Adelsfamilie. Unter Anleitung seines Lehrers Juan Luis Vives machte er auf dem Gebiet des Literaturstudiums rasche Fortschritte. Seine Eltern hatten ihn für den geistlichen Stand bestimmt, doch verliebte er sich in die schöne Marianne de Lerma und heiratete sie. Nach einem nur wenige Monate währenden Eheglück starb aber seine Gattin plötzlich. Zur Ablenkung von seinem Kummer widmete er sich der Dichtkunst. Wahrscheinlich damals unternahm er eine gelehrten Zwecken gewidmete Reise nach Frankreich. In Paris befreundete er sich mit dem Humanisten und Philologen Guillaume Budé. Vielleicht unterhielt er auch Beziehungen zu Erasmus von Rotterdam, dessen Tod (1536) er in mehreren Gedichten beklagte. Nach seiner Rückkehr aus Frankreich bekleidete er einige Zeit lang die Stelle eines Gouverneurs seiner Vaterstadt und starb, zuletzt durch eine Intrige seines Postens beraubt, im Privatstand. Sein Todesdatum und -ort sind nicht bekannt.
Villegas geriet nach seinem Tod mehr als ein Jahrhundert lang völlig in Vergessenheit, bis Emanuel Marti, Dechant der Kathedrale in Alicante, zufällig eine Kopie seiner in lateinischer Sprache geschriebenen Gedichte in der in Valenza gelegenen Bibliothek des Grafen Castelvi, eines eifrigen Patrons der Gelehrten, entdeckte. Marti besserte in dem Manuskript zahlreiche Schreibfehler des Kopisten aus und bereitete seine Ausgabe vor, doch führte diesen Plan erst Andreas Lama dreißig Jahre später aus. Lama ließ die Handschrift 1734 unter dem Titel Ferdinandi Ruizii Villegatis, Burgensis, quæ extant opera zu Venedig im Druck erscheinen. Am Anfang dieser Ausgabe findet sich eine von Emanuel Marti verfasste Beschreibung von Villegas’ Leben. Die Edition enthält ferner sechs Eklogen, die Heldengedichte De nuptiis Philippi et Isabellæ und Sphæra mundi, Übersetzungen von Fabeln des Äsop, das wichtige Fakten der griechischen und römischen Geschichte referierende Poem Cybdelomastix, Episteln, Epigramme, Epitaphe und vieles andere. Die Episteln ähneln jenen des Horaz, den sich Villegas zum Vorbild genommen hatte.